# Uコン技術
『Uコン技術』（ユーコンぎじゅつ）は、かつて電波実験社(ラジコン技術社)から発行されていたUコンを扱った雑誌である。

## 概要
まだUコンの愛好家の多かった時代に発行されていた。1966年1月創刊。季刊から隔月刊になり、1972年11月号より月刊となる。徐々に発行部数が下がり、1979年12月号で休刊に至った。
国内だけでなく、海外の情報も掲載され、当時、情報の乏しかった国内の愛好家にとって貴重な情報源であった。

## 参考
- 全国書誌番号:00000631